# 片山美紀
片山 美紀（かたやま みき、1991年3月7日 - ）は、日本の気象予報士である。ウェザーマップ所属。

## 経歴
大阪府岸和田市出身。羽衣学園中学校・高等学校を経て、早稲田大学文化構想学部を卒業後、2013年に契約キャスターとしてNHK富山放送局に入局。
2015年3月に気象予報士試験に合格し、同年4月にはNHK和歌山放送局へ移籍。2016年3月に退局しウェザーマップに所属、気象予報士としての活動を開始した。TBSニュースバード（現：TBS NEWS）、OH! HAPPY MORNING（JFN）などの気象キャスターを務め、2017年よりテレビ静岡の専属気象予報士として、てっぺん!などの気象キャスターを務めた。
2020年3月30日よりNHK専属になり、関口奈美の後任予報士として、首都圏ネットワークの気象情報（船木正人と隔週交代）などを担当している。

## 人物
- 本人によれば身長150cmとのこと[3]。
- 高校時代に、国語の授業で友人から「本読み上手いね!」と褒められたことがきっかけで、アナウンサーになりたいと思い、大学時代にテレビ朝日のアナウンサースクールテレビ朝日アスクでアナウンス、気象について学んでいて、そんな中気象予報士試験で学科試験には合格したが、実技試験には合格できず、気象予報士になることを諦めかけていたという。
- 富山放送局の契約キャスター時代に日本海側の天気を初めて体験し、同局の気象予報士に天気の面白さを教わり再び気象予報士を目指していた。しばらく独学で勉強していたものの、なかなかモチベーションも上がらなかったという。そんな時、学生の頃通っていたアスクの再受講ができることを思い出し、半年間、富山から東京まで2時間ほどの授業のために通っていたという。そして2015年に気象予報士試験に合格し、気象予報士資格を取得している。
- 趣味は温泉・岩盤浴巡り、料理、読書、ドラマ鑑賞、季節を探す旅、写真を撮ること。
- 漢字検定1級、薬膳マイスター、茶道（表千家・習事）、健康気象アドバイザーの資格を所持している。
- 2021年12月末頃より、自身のSNSに#アラサー主婦と付け加えており、また左手薬指にも、指輪が確認されているため、その頃より、既婚ということが確認されている。

## 現在の出演番組
- 首都圏ネットワーク 気象キャスター（NHK,2020年3月30日 - 隔週出演）
- 気象情報（NHK,土・日・祝　11時54分、18時53分。隔週出演）

## 過去の出演番組
- ニュース富山人（NHK富山）
- あすのWA!（NHK和歌山）
- てっぺん! 気象キャスター（テレビ静岡）2017年10月 - 2019年6月
- ただいま!テレビ 気象キャスター（テレビ静岡）2019年7月 - 2020年3月
- TBSニュースバード（現：TBS NEWS） 気象キャスター（TBS）- 2017年9月